# Werner King
Werner King (* 15. Juli 1961 in Lauterbach) ist ein ehemaliger deutscher Radsportler und mehrfacher Weltmeister im Radball.
Nach der Hauptschule absolvierte er eine Ausbildung zum Mechaniker. Von 1985 bis 1987 besuchte er eine Technikerschule und machte seinen Abschluss als Staatl. geprüfter Techniker.
Werner King bildete in den 1990er Jahren gemeinsam mit seinem knapp zwei Jahre jüngeren Bruder Jürgen eines der besten Radball-Teams der Welt. Beide spielten beim RSV Blitz Lauterbach. Betreut wurden die Brüder von ihrem Vater Oskar King. Beide spielten in ihrer Jugend Fußball, und beide spielen als Hobby und Ausgleich Tennis.

## Sportliche Erfolge
- 1. Platz bei der Weltmeisterschaft 1991 in Brünn: Jürgen und Werner King
- 1. Platz bei der Weltmeisterschaft 1992 in Zürich: Jürgen und Werner King
- 3. Platz bei der Weltmeisterschaft 1993 in Hongkong: Jürgen und Werner King
- 1. Platz bei der Weltmeisterschaft 1994 in Saarbrücken: Jürgen und Werner King

- 1. Platz World Games 1989
- 5-facher Sieger Europa-Cup
- 4-facher Deutscher Meister und Pokalsieger